# Список микенских могильников
Микенские могильники - это некрополи времён микенской цивилизации. По типу могильники могли расличаться как захоронения камерного типа, шахтовые гробницы и толосы (курганы с проходом внутрь гробницы).

## Аттика
| Список микенских могильников | Список микенских могильников | Список микенских могильников | Список микенских могильников | Список микенских могильников                            | Список микенских могильников    |
| № п/п                        |                              | Тип объекта                  | Датировка                    | Локация                                                 | Координаты                      |
| ---------------------------- | ---------------------------- | ---------------------------- | ---------------------------- | ------------------------------------------------------- | ------------------------------- |
| 1                            | +                            |                              |                              | Аттика, община Лавреотики, в древнем Форике, гробница А | 37°44′33″ с. ш. 24°03′21″ в. д. |
| 1                            | +                            |                              |                              | Аттика, община Лавреотики, в древнем Форике, гробница Б | 37°44′27″ с. ш. 24°03′28″ в. д. |
| 2                            | +                            |                              |                              | Аттика, община Ахарне                                   | 38°03′32″ с. ш. 23°44′20″ в. д. |
| 3                            | -                            |                              |                              | Аттика, община Вари-Вула-Вулиагмени, в районе Вари      | 37°49′19″ с. ш. 23°47′35″ в. д. |

В начало страницы 

## Ионические острова
| Список микенских могильников | Список микенских могильников | Список микенских могильников | Список микенских могильников | Список микенских могильников                            | Список микенских могильников    |
| № п/п                        |                              | Тип объекта                  | Датировка                    | Локация                                                 | Координаты                      |
| ---------------------------- | ---------------------------- | ---------------------------- | ---------------------------- | ------------------------------------------------------- | ------------------------------- |
| 1                            | -                            | инфо                         |                              | о. Закинф, близ деревни Камби                           | 37°46′44″ с. ш. 20°40′47″ в. д. |
| 2                            | +                            | ссылка, стр. 247             |                              | о. Кефалиния, община Аргостолион, близ деревни Коколата | 38°08′33″ с. ш. 20°31′07″ в. д. |

В начало страницы 

## Крит
| Список микенских могильников                                | Список микенских могильников                                | Список микенских могильников                                | Список микенских могильников                                | Список микенских могильников                                | Список микенских могильников                                |
| № п/п                                                       |                                                             | Тип объекта                                                 | Датировка                                                   | Локация                                                     | Координаты                                                  |
| Могильный комплекс вокруг Кносса - о. Крит, община Ираклион | Могильный комплекс вокруг Кносса - о. Крит, община Ираклион | Могильный комплекс вокруг Кносса - о. Крит, община Ираклион | Могильный комплекс вокруг Кносса - о. Крит, община Ираклион | Могильный комплекс вокруг Кносса - о. Крит, община Ираклион | Могильный комплекс вокруг Кносса - о. Крит, община Ираклион |
| ----------------------------------------------------------- | ----------------------------------------------------------- | ----------------------------------------------------------- | ----------------------------------------------------------- | ----------------------------------------------------------- | ----------------------------------------------------------- |
| 1                                                           | -                                                           |                                                             |                                                             | Зафер-Папура                                                | 35°18′27″ с. ш. 25°09′48″ в. д.                             |
| 2                                                           | +                                                           |                                                             |                                                             | о. Крит, община Фестос, близ деревни Камилари               | 35°02′44″ с. ш. 24°47′13″ в. д.                             |
| 3                                                           | +                                                           |                                                             |                                                             | о. Крит, община Амарион, близ деревни Аподулу               | 35°09′38″ с. ш. 24°43′59″ в. д.                             |
| 4                                                           | +                                                           |                                                             |                                                             | о. Крит, община Апокоронас, близ деревни Стилос             | 35°26′58″ с. ш. 24°07′38″ в. д.                             |
| 5                                                           | +                                                           |                                                             |                                                             | о. Крит, община Платаньяс, близ деревни Малеме              | 35°31′24″ с. ш. 23°49′58″ в. д.                             |
| 6                                                           | +                                                           |                                                             |                                                             | о. Крит, община Сития, близ деревни Ахладия                 | 35°09′40″ с. ш. 26°04′23″ в. д.                             |

В начало страницы 

## Пелопоннес
| Список микенских могильников Пелопоннеса                               | Список микенских могильников Пелопоннеса | Список микенских могильников Пелопоннеса | Список микенских могильников Пелопоннеса | Список микенских могильников Пелопоннеса                                                   | Список микенских могильников Пелопоннеса |
| № п/п                                                                  |                                          | Тип объекта                              | Датировка                                | Локация                                                                                    | Координаты                               |
| ---------------------------------------------------------------------- | ---------------------------------------- | ---------------------------------------- | ---------------------------------------- | ------------------------------------------------------------------------------------------ | ---------------------------------------- |
| 1                                                                      | -                                        | ссылка                                   |                                          | п-ов Пелопоннес, община Дитики-Ахаия, близ деревни Портес                                  | 37°55′44″ с. ш. 21°34′46″ в. д.          |
| 2                                                                      | -                                        |                                          |                                          | п-ов Пелопоннес, община Дитики-Ахаия, близ деревни Спалияреика                             | 38°06′33″ с. ш. 21°34′55″ в. д.          |
| 3                                                                      | -                                        |                                          |                                          | п-ов Пелопоннес, община Дитики-Ахаия, близ деревни Митополи                                | 38°03′26″ с. ш. 21°40′28″ в. д.          |
| 4                                                                      | +                                        | en:Mycenaean cemetery of Voudeni         |                                          | п-ов Пелопоннес, община Патры, близ деревни Скиоэсса                                       | 38°15′14″ с. ш. 21°46′55″ в. д.          |
| 5                                                                      | -                                        |                                          |                                          | п-ов Пелопоннес, община Калаврита, близ деревни Гуменисса                                  | 38°03′22″ с. ш. 22°01′34″ в. д.          |
| 6                                                                      | -                                        |                                          |                                          | п-ов Пелопоннес, община Илида, близ деревни Дафни                                          | 37°52′03″ с. ш. 21°26′05″ в. д.          |
| 7                                                                      | -                                        |                                          |                                          | п-ов Пелопоннес, община Архея-Олимбия, близ деревни Айия-Триада                            | 37°50′50″ с. ш. 21°39′46″ в. д.          |
| 8                                                                      | -                                        |                                          |                                          | п-ов Пелопоннес, община Захаро, близ деревни Камбос                                        | 37°27′39″ с. ш. 21°39′41″ в. д.          |
| 9                                                                      | -                                        |                                          |                                          | п-ов Пелопоннес, община Андрицена-Крестена, близ деревни Палеокастро                       | 37°32′39″ с. ш. 21°57′18″ в. д.          |
| 10                                                                     | -                                        |                                          |                                          | п-ов Пелопоннес, община Гортиния, близ деревни Какурейка                                   | 37°35′01″ с. ш. 21°54′08″ в. д.          |
| 11                                                                     | -                                        |                                          |                                          | п-ов Пелопоннес, община Трифилия, близ деревни Трагана                                     | 37°00′03″ с. ш. 21°39′44″ в. д.          |
| 12                                                                     | -                                        |                                          |                                          | п-ов Пелопоннес, община Пилос-Нестор, близ деревни Корифасио                               | 36°59′38″ с. ш. 21°40′42″ в. д.          |
| 13                                                                     | -                                        |                                          |                                          | п-ов Пелопоннес, община Пилос-Нестор, близ деревни Хора                                    | 37°03′29″ с. ш. 21°43′25″ в. д.          |
| 14                                                                     | +                                        |                                          |                                          | п-ов Пелопоннес, община Пилос-Нестор, близ Дворца Нестора                                  | 37°01′43″ с. ш. 21°41′47″ в. д.          |
| 14                                                                     | -                                        |                                          |                                          | п-ов Пелопоннес, община Пилос-Нестор, близ Дворца Нестора, Гробница воина с грифоном       | 37°01′42″ с. ш. 21°41′49″ в. д.          |
| 14                                                                     | -                                        |                                          |                                          | п-ов Пелопоннес, община Пилос-Нестор, к юго-западу от Дворца Нестора                       | 37°01′18″ с. ш. 21°41′14″ в. д.          |
| 15                                                                     | +                                        |                                          |                                          | п-ов Пелопоннес, община Пилос-Нестор, северный берег лагуны Войдокилья, гробница Фрасимеда | 36°57′56″ с. ш. 21°39′37″ в. д.          |
| 16                                                                     | -                                        |                                          |                                          | п-ов Пелопоннес, община Пилос-Нестор, близ деревни Креммидия                               | 36°59′07″ с. ш. 21°46′53″ в. д.          |
| 17                                                                     | -                                        |                                          |                                          | п-ов Пелопоннес, община Пилос-Нестор, на северо-восток от деревни Кукунара                 | 36°58′32″ с. ш. 21°45′40″ в. д.          |
| 17                                                                     | -                                        |                                          |                                          | п-ов Пелопоннес, община Пилос-Нестор, на восток от деревни Кукунара                        | 36°58′09″ с. ш. 21°45′39″ в. д.          |
| 18                                                                     | -                                        |                                          |                                          | п-ов Пелопоннес, община Пилос-Нестор, близ деревни Платановриси                            | 36°55′20″ с. ш. 21°48′20″ в. д.          |
| 19                                                                     | -                                        |                                          |                                          | п-ов Пелопоннес, община Пилос-Нестор, близ деревни Като-Амбелокипи                         | 36°53′30″ с. ш. 21°49′31″ в. д.          |
| 20                                                                     | -                                        |                                          |                                          | п-ов Пелопоннес, община Месини, близ деревни Зизани                                        | 36°50′29″ с. ш. 21°51′33″ в. д.          |
| 21                                                                     | -                                        |                                          |                                          | п-ов Пелопоннес, община Месини, близ деревни Диодия                                        | 37°04′05″ с. ш. 21°52′06″ в. д.          |
| 22                                                                     | -                                        |                                          |                                          | п-ов Пелопоннес, община Месини, близ деревни Аристоменис                                   | 37°05′16″ с. ш. 21°51′13″ в. д.          |
| 23                                                                     | +                                        |                                          |                                          | п-ов Пелопоннес, община Месини, в Нихории                                                  | 37°00′13″ с. ш. 21°54′46″ в. д.          |
| 24                                                                     | -                                        | [ 4 ] [ 5 ] [ 6 ]                        |                                          | п-ов Пелопоннес, община Ихалия, близ деревни Псари                                         | 37°19′59″ с. ш. 21°53′32″ в. д.          |
| 25                                                                     | -                                        | [ 6 ]                                    |                                          | п-ов Пелопоннес, община Ихалия, близ деревни Коклас                                        | 37°15′50″ с. ш. 21°52′37″ в. д.          |
| 26                                                                     | -                                        |                                          |                                          | п-ов Пелопоннес, община Ихалия, близ деревни Халкьяс                                       | 37°21′42″ с. ш. 21°52′01″ в. д.          |
| 27                                                                     | -                                        | ссылка                                   |                                          | п-ов Пелопоннес, община Трифилия, могильник Перистерья                                     | 37°16′32″ с. ш. 21°44′23″ в. д.          |
| 28                                                                     | -                                        |                                          |                                          | п-ов Пелопоннес, община Трифилия, близ деревни Муриятада                                   | 37°14′43″ с. ш. 21°44′51″ в. д.          |
| 29                                                                     | -                                        |                                          |                                          | п-ов Пелопоннес, община Триполис, близ деревни Пигадакия                                   | 37°19′50″ с. ш. 22°26′29″ в. д.          |
| 30                                                                     | -                                        |                                          |                                          | п-ов Пелопоннес, община Каламата, близ деревни Эпия                                        | 37°06′13″ с. ш. 22°02′35″ в. д.          |
| 31                                                                     | -                                        |                                          |                                          | п-ов Пелопоннес, община Дитики-Мани, близ деревни Камбос (Авия)                            | 36°56′16″ с. ш. 22°11′54″ в. д.          |
| 32                                                                     | -                                        | en:Agios Vasileios, Laconia              |                                          | п-ов Пелопоннес, община Спарта, близ церкви Святого Василия                                | 36°58′45″ с. ш. 22°28′42″ в. д.          |
| 33                                                                     | +                                        |                                          |                                          | п-ов Пелопоннес, община Спарта, близ деревни Вафио                                         | 37°01′13″ с. ш. 22°28′04″ в. д.          |
| 34                                                                     | +                                        |                                          |                                          | п-ов Пелопоннес, община Немея, близ деревни Айдония                                        | 37°50′24″ с. ш. 22°34′59″ в. д.          |
| 35                                                                     | +                                        |                                          |                                          | п-ов Пелопоннес, община Коринф, близ деревни Като-Алмири                                   | 37°50′47″ с. ш. 22°59′50″ в. д.          |
| 36                                                                     | +                                        |                                          |                                          | п-ов Пелопоннес, община Эпидаврос, близ деревни Аркадикон                                  | 37°35′37″ с. ш. 22°56′34″ в. д.          |
| 37                                                                     | +                                        |                                          |                                          | п-ов Пелопоннес, община Эпидаврос, в деревне Палеа-Эпидаврос                               | 37°38′07″ с. ш. 23°09′10″ в. д.          |
| 38                                                                     | +                                        |                                          |                                          | п-ов Пелопоннес, община Эпидаврос, близ деревни Айос-Андреас                               | 37°37′38″ с. ш. 23°04′48″ в. д.          |
| 39                                                                     | -                                        |                                          |                                          | п-ов Пелопоннес, община Нафплион, близ древней Асины                                       | 37°31′52″ с. ш. 22°52′11″ в. д.          |
| 40                                                                     | +                                        |                                          |                                          | п-ов Пелопоннес, община Нафплион, близ древнего Тиринфа                                    | 37°35′47″ с. ш. 22°48′45″ в. д.          |
| 41                                                                     | +                                        |                                          |                                          | п-ов Пелопоннес, община Нафплион, близ деревни Дендра                                      | 37°39′25″ с. ш. 22°49′31″ в. д.          |
| Могильный комплекс вокруг Микен - п-ов Пелопоннес, община Аргос-Микене |                                          |                                          |                                          |                                                                                            |                                          |
| 42                                                                     | +                                        |                                          |                                          | гробница Като-Фурнос                                                                       | 37°43′53″ с. ш. 22°44′59″ в. д.          |
| 42                                                                     | +                                        |                                          |                                          | гробница Гениев                                                                            | 37°43′45″ с. ш. 22°44′59″ в. д.          |
| 42                                                                     | +                                        |                                          |                                          | циклопическая гробница                                                                     | 37°43′43″ с. ш. 22°44′58″ в. д.          |
| 42                                                                     | +                                        |                                          |                                          | гробница Эпано-Фурнос                                                                      | 37°43′43″ с. ш. 22°45′07″ в. д.          |
| 42                                                                     | +                                        |                                          |                                          | гробница Панагия                                                                           | 37°43′40″ с. ш. 22°45′08″ в. д.          |
| 42                                                                     | +                                        |                                          |                                          | сокровищница Атрея                                                                         | 37°43′37″ с. ш. 22°45′14″ в. д.          |
| 42                                                                     | +                                        |                                          |                                          | гробница Клитемнестры                                                                      | 37°43′50″ с. ш. 22°45′18″ в. д.          |
| 42                                                                     | +                                        |                                          |                                          | гробница Эгисфа                                                                            | 37°43′51″ с. ш. 22°45′20″ в. д.          |
| 42                                                                     | +                                        |                                          |                                          | гробница льва                                                                              | 37°43′54″ с. ш. 22°45′20″ в. д.          |
| 42                                                                     | +                                        |                                          |                                          | погребальный круг Б                                                                        | 37°43′51″ с. ш. 22°45′17″ в. д.          |
| 42                                                                     | +                                        |                                          |                                          | погребальный круг А                                                                        | 37°43′50″ с. ш. 22°45′23″ в. д.          |
| 42                                                                     | -                                        |                                          |                                          | холм Калкани                                                                               | 37°43′36″ с. ш. 22°44′53″ в. д.          |
| 43                                                                     | -                                        |                                          |                                          | п-ов Пелопоннес, община Аргос-Микене, в долине Бербати                                     | 37°43′00″ с. ш. 22°48′06″ в. д.          |
| 44                                                                     | +                                        |                                          |                                          | п-ов Пелопоннес, община Аргос-Микене, возле Герейона                                       | 37°41′46″ с. ш. 22°46′12″ в. д.          |
| 45                                                                     | -                                        | d:Kokla Mycenean Cemetery                |                                          | п-ов Пелопоннес, община Аргос-Микене, близ деревни Кокла                                   | 37°36′50″ с. ш. 22°41′28″ в. д.          |
| 46                                                                     | -                                        | ссылка                                   |                                          | п-ов Пелопоннес, община Аргос-Микене, в городе Аргос                                       | 37°38′34″ с. ш. 22°43′26″ в. д.          |
| 47                                                                     | -                                        |                                          |                                          | п-ов Пелопоннес, община Тризиния-Метана, на западе от города Галатас                       | 37°30′08″ с. ш. 23°25′22″ в. д.          |

### Мессиния
| 1 2 3 4 5 6 7 8 9 10 11 12 13 14 15 16 17 18 19Физическая карта микенских могильников в Мессинии: · - отдельно стоящий толос или комплекс толосов · - отдельная шахтовая гробница или комплекс шахтовых гробниц · - отдельное захоронение камерного типа или комплекс захоронений камерного типа · - могильный комплекс, сочетающий несколько типов захоронений · - неуточнённый тип захоронения | 1 2 3 4 5 6 7 8 9 10 11 12 13 14 15 16 17 18 19Районная карта микенских могильников в Мессинии: · - отдельно стоящий толос или комплекс толосов · - отдельная шахтовая гробница или комплекс шахтовых гробниц · - отдельное захоронение камерного типа или комплекс захоронений камерного типа · - могильный комплекс, сочетающий несколько типов захоронений · - неуточнённый тип захоронения |

| Список микенских могильников Мессинии | Список микенских могильников Мессинии | Список микенских могильников Мессинии | Список микенских могильников Мессинии | Список микенских могильников Мессинии                                                      | Список микенских могильников Мессинии |
| № п/п                                 |                                       | Тип объекта                           | Датировка                             | Локация                                                                                    | Координаты                            |
| ------------------------------------- | ------------------------------------- | ------------------------------------- | ------------------------------------- | ------------------------------------------------------------------------------------------ | ------------------------------------- |
| 1                                     | -                                     |                                       |                                       | п-ов Пелопоннес, община Трифилия, близ деревни Трагана                                     | 37°00′03″ с. ш. 21°39′44″ в. д.       |
| 2                                     | -                                     |                                       |                                       | п-ов Пелопоннес, община Пилос-Нестор, близ деревни Корифасио                               | 36°59′38″ с. ш. 21°40′42″ в. д.       |
| 3                                     | -                                     |                                       |                                       | п-ов Пелопоннес, община Пилос-Нестор, близ деревни Хора                                    | 37°03′29″ с. ш. 21°43′25″ в. д.       |
| 4                                     | +                                     |                                       |                                       | п-ов Пелопоннес, община Пилос-Нестор, близ Дворца Нестора                                  | 37°01′43″ с. ш. 21°41′47″ в. д.       |
| 4                                     | -                                     |                                       |                                       | п-ов Пелопоннес, община Пилос-Нестор, близ Дворца Нестора, Гробница воина с грифоном       | 37°01′42″ с. ш. 21°41′49″ в. д.       |
| 4                                     | -                                     |                                       |                                       | п-ов Пелопоннес, община Пилос-Нестор, к юго-западу от Дворца Нестора                       | 37°01′18″ с. ш. 21°41′14″ в. д.       |
| 5                                     | +                                     |                                       |                                       | п-ов Пелопоннес, община Пилос-Нестор, северный берег лагуны Войдокилья, гробница Фрасимеда | 36°57′56″ с. ш. 21°39′37″ в. д.       |
| 6                                     | -                                     |                                       |                                       | п-ов Пелопоннес, община Пилос-Нестор, близ деревни Креммидия                               | 36°59′07″ с. ш. 21°46′53″ в. д.       |
| 7                                     | -                                     |                                       |                                       | п-ов Пелопоннес, община Пилос-Нестор, на северо-восток от деревни Кукунара                 | 36°58′32″ с. ш. 21°45′40″ в. д.       |
| 7                                     | -                                     |                                       |                                       | п-ов Пелопоннес, община Пилос-Нестор, на восток от деревни Кукунара                        | 36°58′09″ с. ш. 21°45′39″ в. д.       |
| 8                                     | -                                     |                                       |                                       | п-ов Пелопоннес, община Пилос-Нестор, близ деревни Платановриси                            | 36°55′20″ с. ш. 21°48′20″ в. д.       |
| 9                                     | -                                     |                                       |                                       | п-ов Пелопоннес, община Пилос-Нестор, близ деревни Като-Амбелокипи                         | 36°53′30″ с. ш. 21°49′31″ в. д.       |
| 10                                    | -                                     |                                       |                                       | п-ов Пелопоннес, община Месини, близ деревни Зизани                                        | 36°50′29″ с. ш. 21°51′33″ в. д.       |
| 11                                    | -                                     |                                       |                                       | п-ов Пелопоннес, община Месини, близ деревни Диодия                                        | 37°04′05″ с. ш. 21°52′06″ в. д.       |
| 12                                    | -                                     |                                       |                                       | п-ов Пелопоннес, община Месини, близ деревни Аристоменис                                   | 37°05′16″ с. ш. 21°51′13″ в. д.       |
| 13                                    | +                                     |                                       |                                       | п-ов Пелопоннес, община Месини, в Нихории                                                  | 37°00′13″ с. ш. 21°54′46″ в. д.       |
| 14                                    | -                                     | [ 6 ] [ 13 ] [ 14 ]                   |                                       | п-ов Пелопоннес, община Ихалия, близ деревни Псари                                         | 37°19′59″ с. ш. 21°53′32″ в. д.       |
| 15                                    | -                                     | [ 6 ]                                 |                                       | п-ов Пелопоннес, община Ихалия, близ деревни Коклас                                        | 37°15′50″ с. ш. 21°52′37″ в. д.       |
| 16                                    | -                                     |                                       |                                       | п-ов Пелопоннес, община Ихалия, близ деревни Халкьяс                                       | 37°21′42″ с. ш. 21°52′01″ в. д.       |
| 17                                    | -                                     | ссылка                                |                                       | п-ов Пелопоннес, община Трифилия, могильник Перистерья                                     | 37°16′32″ с. ш. 21°44′23″ в. д.       |
| 18                                    | -                                     |                                       |                                       | п-ов Пелопоннес, община Трифилия, близ деревни Муриятада                                   | 37°14′43″ с. ш. 21°44′51″ в. д.       |
| 19                                    | -                                     |                                       |                                       | п-ов Пелопоннес, община Каламата, близ деревни Эпия                                        | 37°06′13″ с. ш. 22°02′35″ в. д.       |

### Арголида
| 1 2 3 4 5 6 7 8 9 10 11 12 13 14 Арголидский · заливФизическая карта микенских могильников в Мессинии: · - отдельно стоящий толос или комплекс толосов · - отдельная шахтовая гробница или комплекс шахтовых гробниц · - отдельное захоронение камерного типа или комплекс захоронений камерного типа · - могильный комплекс, сочетающий несколько типов захоронений · - неуточнённый тип захоронения |
| 1 2 3 4 5 6 7 8 9 10 11 12 13 14 Арголидский · заливРайонная карта микенских могильников в Мессинии: · - отдельно стоящий толос или комплекс толосов · - отдельная шахтовая гробница или комплекс шахтовых гробниц · - отдельное захоронение камерного типа или комплекс захоронений камерного типа · - могильный комплекс, сочетающий несколько типов захоронений · - неуточнённый тип захоронения   |

| Список микенских могильников на Арголидском полуострове                | Список микенских могильников на Арголидском полуострове | Список микенских могильников на Арголидском полуострове | Список микенских могильников на Арголидском полуострове | Список микенских могильников на Арголидском полуострове              | Список микенских могильников на Арголидском полуострове |
| № п/п                                                                  |                                                         | Тип объекта                                             | Датировка                                               | Локация                                                              | Координаты                                              |
| ---------------------------------------------------------------------- | ------------------------------------------------------- | ------------------------------------------------------- | ------------------------------------------------------- | -------------------------------------------------------------------- | ------------------------------------------------------- |
| 1                                                                      | +                                                       |                                                         |                                                         | п-ов Пелопоннес, община Немея, близ деревни Айдония                  | 37°50′24″ с. ш. 22°34′59″ в. д.                         |
| 2                                                                      | +                                                       |                                                         |                                                         | п-ов Пелопоннес, община Коринф, близ деревни Като-Алмири             | 37°50′47″ с. ш. 22°59′50″ в. д.                         |
| 3                                                                      | +                                                       |                                                         |                                                         | п-ов Пелопоннес, община Эпидаврос, близ деревни Аркадикон            | 37°35′37″ с. ш. 22°56′34″ в. д.                         |
| 4                                                                      | +                                                       |                                                         |                                                         | п-ов Пелопоннес, община Эпидаврос, в деревне Палеа-Эпидаврос         | 37°38′07″ с. ш. 23°09′10″ в. д.                         |
| 5                                                                      | +                                                       |                                                         |                                                         | п-ов Пелопоннес, община Эпидаврос, близ деревни Айос-Андреас         | 37°37′38″ с. ш. 23°04′48″ в. д.                         |
| 6                                                                      | -                                                       |                                                         |                                                         | п-ов Пелопоннес, община Нафплион, близ древней Асины                 | 37°31′52″ с. ш. 22°52′11″ в. д.                         |
| 7                                                                      | +                                                       |                                                         |                                                         | п-ов Пелопоннес, община Нафплион, близ древнего Тиринфа              | 37°35′47″ с. ш. 22°48′45″ в. д.                         |
| 8                                                                      | +                                                       |                                                         |                                                         | п-ов Пелопоннес, община Нафплион, близ деревни Дендра                | 37°39′25″ с. ш. 22°49′31″ в. д.                         |
| Могильный комплекс вокруг Микен - п-ов Пелопоннес, община Аргос-Микене |                                                         |                                                         |                                                         |                                                                      |                                                         |
| 9                                                                      | +                                                       |                                                         |                                                         | гробница Като-Фурнос                                                 | 37°43′53″ с. ш. 22°44′59″ в. д.                         |
| 9                                                                      | +                                                       |                                                         |                                                         | гробница Гениев                                                      | 37°43′45″ с. ш. 22°44′59″ в. д.                         |
| 9                                                                      | +                                                       |                                                         |                                                         | циклопическая гробница                                               | 37°43′43″ с. ш. 22°44′58″ в. д.                         |
| 9                                                                      | +                                                       |                                                         |                                                         | гробница Эпано-Фурнос                                                | 37°43′43″ с. ш. 22°45′07″ в. д.                         |
| 9                                                                      | +                                                       |                                                         |                                                         | гробница Панагия                                                     | 37°43′40″ с. ш. 22°45′08″ в. д.                         |
| 9                                                                      | +                                                       |                                                         |                                                         | сокровищница Атрея                                                   | 37°43′37″ с. ш. 22°45′14″ в. д.                         |
| 9                                                                      | +                                                       |                                                         |                                                         | гробница Клитемнестры                                                | 37°43′50″ с. ш. 22°45′18″ в. д.                         |
| 9                                                                      | +                                                       |                                                         |                                                         | гробница Эгисфа                                                      | 37°43′51″ с. ш. 22°45′20″ в. д.                         |
| 9                                                                      | +                                                       |                                                         |                                                         | гробница льва                                                        | 37°43′54″ с. ш. 22°45′20″ в. д.                         |
| 9                                                                      | +                                                       |                                                         |                                                         | погребальный круг Б                                                  | 37°43′51″ с. ш. 22°45′17″ в. д.                         |
| 9                                                                      | +                                                       |                                                         |                                                         | погребальный круг А                                                  | 37°43′50″ с. ш. 22°45′23″ в. д.                         |
| 9                                                                      | -                                                       |                                                         |                                                         | холм Калкани                                                         | 37°43′36″ с. ш. 22°44′53″ в. д.                         |
| 10                                                                     | -                                                       |                                                         |                                                         | п-ов Пелопоннес, община Аргос-Микене, в долине Бербати               | 37°43′00″ с. ш. 22°48′06″ в. д.                         |
| 11                                                                     | +                                                       |                                                         |                                                         | п-ов Пелопоннес, община Аргос-Микене, возле Герейона                 | 37°41′46″ с. ш. 22°46′12″ в. д.                         |
| 12                                                                     | -                                                       | d:Kokla Mycenean Cemetery                               |                                                         | п-ов Пелопоннес, община Аргос-Микене, близ деревни Кокла             | 37°36′50″ с. ш. 22°41′28″ в. д.                         |
| 13                                                                     | -                                                       | ссылка                                                  |                                                         | п-ов Пелопоннес, община Аргос-Микене, в городе Аргос                 | 37°38′34″ с. ш. 22°43′26″ в. д.                         |
| 14                                                                     | -                                                       |                                                         |                                                         | п-ов Пелопоннес, община Тризиния-Метана, на западе от города Галатас | 37°30′08″ с. ш. 23°25′22″ в. д.                         |

### Могильный комплекс вокругМикен
| 1 2 3 4 5 6 7 8 9 10 11 12 Акрополь · МикенФизическая карта микенских могильников в Мессинии: · - отдельно стоящий толос или комплекс толосов · - отдельная шахтовая гробница или комплекс шахтовых гробниц · - отдельное захоронение камерного типа или комплекс захоронений камерного типа · - могильный комплекс, сочетающий несколько типов захоронений · - неуточнённый тип захоронения |

| Могильный комплекс вокруг Микен - п-ов Пелопоннес, община Аргос-Микене | Могильный комплекс вокруг Микен - п-ов Пелопоннес, община Аргос-Микене | Могильный комплекс вокруг Микен - п-ов Пелопоннес, община Аргос-Микене | Могильный комплекс вокруг Микен - п-ов Пелопоннес, община Аргос-Микене | Могильный комплекс вокруг Микен - п-ов Пелопоннес, община Аргос-Микене | Могильный комплекс вокруг Микен - п-ов Пелопоннес, община Аргос-Микене |
| № п/п                                                                  |                                                                        | Тип объекта                                                            | Датировка                                                              | Название                                                               | Координаты                                                             |
| ---------------------------------------------------------------------- | ---------------------------------------------------------------------- | ---------------------------------------------------------------------- | ---------------------------------------------------------------------- | ---------------------------------------------------------------------- | ---------------------------------------------------------------------- |
| 1                                                                      | +                                                                      |                                                                        |                                                                        | гробница Като-Фурнос                                                   | 37°43′53″ с. ш. 22°44′59″ в. д.                                        |
| 2                                                                      | +                                                                      |                                                                        |                                                                        | гробница Гениев                                                        | 37°43′45″ с. ш. 22°44′59″ в. д.                                        |
| 3                                                                      | +                                                                      |                                                                        |                                                                        | циклопическая гробница                                                 | 37°43′43″ с. ш. 22°44′58″ в. д.                                        |
| 4                                                                      | +                                                                      |                                                                        |                                                                        | гробница Эпано-Фурнос                                                  | 37°43′43″ с. ш. 22°45′07″ в. д.                                        |
| 5                                                                      | +                                                                      |                                                                        |                                                                        | гробница Панагия                                                       | 37°43′40″ с. ш. 22°45′08″ в. д.                                        |
| 6                                                                      | +                                                                      |                                                                        |                                                                        | сокровищница Атрея                                                     | 37°43′37″ с. ш. 22°45′14″ в. д.                                        |
| 7                                                                      | +                                                                      |                                                                        |                                                                        | гробница Клитемнестры                                                  | 37°43′50″ с. ш. 22°45′18″ в. д.                                        |
| 8                                                                      | +                                                                      |                                                                        |                                                                        | гробница Эгисфа                                                        | 37°43′51″ с. ш. 22°45′20″ в. д.                                        |
| 9                                                                      | +                                                                      |                                                                        |                                                                        | гробница льва                                                          | 37°43′54″ с. ш. 22°45′20″ в. д.                                        |
| 10                                                                     | +                                                                      |                                                                        |                                                                        | погребальный круг Б                                                    | 37°43′51″ с. ш. 22°45′17″ в. д.                                        |
| 11                                                                     | +                                                                      |                                                                        |                                                                        | погребальный круг А                                                    | 37°43′50″ с. ш. 22°45′23″ в. д.                                        |
| 12                                                                     | -                                                                      |                                                                        |                                                                        | холм Калкани                                                           | 37°43′36″ с. ш. 22°44′53″ в. д.                                        |

В начало страницы 

## Фессалия
| Список микенских могильников | Список микенских могильников | Список микенских могильников | Список микенских могильников | Список микенских могильников                                                 | Список микенских могильников    |
| № п/п                        |                              | Тип объекта                  | Датировка                    | Локация                                                                      | Координаты                      |
| ---------------------------- | ---------------------------- | ---------------------------- | ---------------------------- | ---------------------------------------------------------------------------- | ------------------------------- |
| 1                            | +                            |                              |                              | Фессалия (периферия), община Волос, близ деревни Димини, гробница Тумба      | 39°21′45″ с. ш. 22°53′35″ в. д. |
| 1                            | -                            |                              |                              | Фессалия (периферия), община Волос, близ деревни Димини, гробница Ламьоспито | 39°21′45″ с. ш. 22°53′26″ в. д. |

В начало страницы 

## Центральная Греция
| Список микенских могильников                                                      | Список микенских могильников | Список микенских могильников | Список микенских могильников | Список микенских могильников                                               | Список микенских могильников    |
| № п/п                                                                             |                              | Тип объекта                  | Датировка                    | Локация                                                                    | Координаты                      |
| --------------------------------------------------------------------------------- | ---------------------------- | ---------------------------- | ---------------------------- | -------------------------------------------------------------------------- | ------------------------------- |
| 1                                                                                 | +                            | ссылка                       |                              | Центральная Греция, община Орхоменос, в городе Орхомен, сокровищница Миния | 38°29′35″ с. ш. 22°58′29″ в. д. |
| 2                                                                                 | +                            |                              |                              | Центральная Греция, община Дельфы, близ города Амфиса                      | 38°30′47″ с. ш. 22°24′06″ в. д. |
| 3                                                                                 | +                            |                              |                              | Центральная Греция, община Левадия, в древнем Медеоне                      | 38°21′58″ с. ш. 22°41′05″ в. д. |
| 4                                                                                 | -                            |                              |                              | Центральная Греция, община Амфиклия-Элатия, к северу от города Элатея      | 38°38′51″ с. ш. 22°46′20″ в. д. |
| 5                                                                                 | -                            | [ 15 ]                       |                              | Центральная Греция, община Танагра, в деревне Арма (древний Элеон)         | 38°21′21″ с. ш. 23°28′51″ в. д. |
| Могильный комплекс вокруг Кадмеи - Центральная Греция, община Фивы, в городе Фивы |                              |                              |                              |                                                                            |                                 |
| 6                                                                                 | -                            | ссылка (есть на ПК)          |                              |                                                                            | 38°19′21″ с. ш. 23°19′17″ в. д. |
| 6                                                                                 | -                            | ссылка (есть на ПК)          |                              |                                                                            | 38°19′17″ с. ш. 23°19′19″ в. д. |
| 6                                                                                 | -                            |                              |                              |                                                                            | 38°18′39″ с. ш. 23°19′01″ в. д. |

В начало страницы 